# Hermannia neonominata
Hermannia neonominata är en kvalsterart som beskrevs av Subías 2004. Hermannia neonominata ingår i släktet Hermannia och familjen Hermanniidae. Inga underarter finns listade i Catalogue of Life.